# Круглик (Запорожская область)
Круглик (укр. Круглик) — село,
Петро-Михайловский сельский совет,
Вольнянский район,
Запорожская область,
Украина.
Код КОАТУУ — 2321586805. Население по переписи 2001 года составляло 32 человека.

## Географическое положение
Село Круглик находится на левом берегу реки Днепр,
выше по течению на расстоянии в 2,5 км расположено село Грушевка,
ниже по течению на расстоянии в 1 км расположено село Андреевка.